# Nokia 1
Nokia 1是一款定位于备用机、儿童机、老人机和发展中国家市场的入门级Android智能手机，由HMD Global研发，在MWC2018世界移动通信大会上同Nokia 8 Sirocco、Nokia 7 Plus和功能手机Nokia 8110复刻版同时发布，初步完成诺基亚的全档次品牌布局。
Nokia 1外观设计颇为用心，在一体式时代罕见地提供了可以轻松更换的多彩后壳Xpress-On Covers，同类型替换式外壳最早出现在中。
其生产将于2019年10月28日停止。

## 外部連結
- 官方网站（英文）